# 維諾格拉德涅 (穆羅瓦尼庫里利夫齊區)
48°41′41″N 27°27′14″E / 48.69472°N 27.45389°E
維諾格拉德涅（烏克蘭語：Виноградне），是烏克蘭的村落，位於該國西南部文尼察州，由莫希利夫-波季利斯基區負責管轄，面積5.5平方公里，海拔高度176米，2001年人口654，人口密度每平方公里119人。